# Lista das estruturas mais altas do Brasil
Esta é uma lista das estruturas mais altas do Brasil, a partir de 100 metros de altura:
| Pos | Nome                                                                   | Imagem | Localidade              | UF                  | Altura   | Conclusão | Material                     | Ref.        |
| --- | ---------------------------------------------------------------------- | ------ | ----------------------- | ------------------- | -------- | --------- | ---------------------------- | ----------- |
| 1   | Observatório de Torre Alta da Amazônia                                 |        | São Sebastião do Uatumã | Amazonas            | 325 m    | 2015      | Aço                          | [ 1 ]       |
| 2   | Torre 238 da Linha de Transmissão Tucuruí-Macapá-Manaus                |        | Porto de Moz            | Pará                | 300 m    | 2012      | Aço                          | [ 2 ]       |
| 3   | Torre 241 da Linha de Transmissão Tucuruí-Macapá-Manaus                |        | Almeirim                | Pará                | 300 m    | 2012      | Aço                          | [ 2 ]       |
| 4   | Torre da Rádio Gaúcha                                                  |        | Guaíba                  | Rio Grande do Sul   | 230 m    | 1986      | Aço                          | [ 3 ]       |
| 5   | Torre de Televisão de Brasília                                         |        | Brasília                | Distrito Federal    | 224 m    | 1965      | Aço e concreto               | [ 3 ]       |
| 6   | Torre da Band (Torre da TV Bandeirantes)                               |        | São Paulo               | São Paulo           | 212 m    | 1997      | Aço                          | [ 4 ]       |
| 7   | Chaminé da Usina de Candiota III                                       |        | Candiota                | Rio Grande do Sul   | 200 m    | 2010      | Concreto                     | [ 5 ]       |
| 8   | Ponte Rio Negro                                                        |        | Manaus / Iranduba       | Amazonas            | 190,25 m | 2011      | Concreto e aço               | [ 6 ]       |
| 9   | Torre de TV Digital de Brasília                                        |        | Lago Norte              | Distrito Federal    | 182 m    | 2012      | Concreto e aço               | [ 7 ] [ 8 ] |
| 10  | Torre Transamérica                                                     |        | São Paulo               | São Paulo           | 180 m    | 1990      | Aço                          | [ 9 ]       |
| 11  | Torre Grande Avenida (Torre da Record)                                 |        | São Paulo               | São Paulo           | 160 m    | 1968      | Aço                          | [ 10 ]      |
| 12  | Torre Assis Chateaubriand (Torre do SBT)                               |        | São Paulo               | São Paulo           | 160 m    | 1981      | Concreto e aço               | [ 11 ]      |
| 13  | Chaminé da Unidade Puma da Klabin S.A.                                 |        | Ortigueira              | Paraná              | 160 m    | 2016      | Concreto                     | [ 12 ]      |
| 14  | Torre de Refrigeração da Usina Angra 2                                 |        | Angra dos Reis          | Rio de Janeiro      | 156 m    | 2000      | Concreto                     | [ 13 ]      |
| 15  | Torre de Refrigeração da Usina Angra 3                                 |        | Angra dos Reis          | Rio de Janeiro      | 156 m    | 2014      | Concreto                     | [ 14 ]      |
| 16  | Torre Cultura (Torre da TV Cultura)                                    |        | São Paulo               | São Paulo           | 155 m    | 1992      | Aço                          | [ 15 ]      |
| 17  | Chaminé da Usina Termelétrica Presidente Médici - Fase B               |        | Candiota                | Rio Grande do Sul   | 150 m    | 1986      | Concreto                     | [ 16 ]      |
| 18  | Torre Marechal Rondon (Oi)                                             |        | Cuiabá                  | Mato Grosso         | 141 m    | 1994      | Concreto                     | [ 17 ]      |
| 19  | Ponte Octávio Frias de Oliveira                                        |        | São Paulo               | São Paulo           | 138 m    | 2008      | Concreto e aço               | [ 18 ]      |
| 20  | Torre TV Cidade                                                        |        | Cuiabá                  | Mato Grosso         | 136 m    | 1998      | Aço                          | [ 19 ]      |
| 21  | Torre de Resfriamento da Usina Termelétrica Presidente Médici - Fase B |        | Candiota                | Rio Grande do Sul   | 133 m    | 1986      | Concreto                     | [ 20 ]      |
| 22  | TV Vila Real (Grupo Gazeta de Comunicação)                             |        | Cuiabá                  | Mato Grosso         | 125 m    | 1992      | Aço                          | [ 21 ]      |
| 23  | Catedral Basílica Menor Nossa Senhora da Glória                        |        | Maringá                 | Paraná              | 124 m    | 1972      | Concreto                     | [ 22 ]      |
| 24  | Torre UNIP (RBI/Mega TV/Mix FM)                                        |        | São Paulo               | São Paulo           | 123 m    | 2015      | Aço + (33 andares do prédio) | [ 23 ]      |
| 25  | Torre da RBA (99 FM, Diário FM e RBA TV)                               |        | Belém                   | Pará                | 122 m    | 1988      | Concreto e aço               | 24          |
| 26  | Torre de Telecomunicação Oi                                            |        | Tangará da Serra        | Mato Grosso         | 120 m    | 2005      | Aço                          |             |
| 27  | Torre da Globo (Rede Globo)                                            |        | São Paulo               | São Paulo           | 119 m    | 2007      | Aço                          | [ 24 ]      |
| 28  | TV Centro América (TVCA)                                               |        | Cuiabá                  | Mato Grosso         | 118 m    | 1982      | Aço                          | [ 25 ]      |
| 29  | Chaminé da Usina do Gasômetro                                          |        | Porto Alegre            | Rio Grande do Sul   | 117 m    | 1937      | Concreto                     | [ 26 ]      |
| 30  | Luzeiro do Nordeste                                                    |        | Juazeiro do Norte       | Ceará               | 111,50 m | 2005      | Aço                          | [ 27 ]      |
| 31  | Torre Renascer (TVCi/CNT/Rede Gospel)                                  |        | São Paulo               | São Paulo           | 110 m    | 2005      | Aço                          |             |
| 32  | Torre Panorâmica de Curitiba (Torre da Oi ou das Mercês)               |        | Curitiba                | Paraná              | 109,50 m | 1991      | Concreto                     | [ 28 ]      |
| 33  | Torre Cásper Líbero (Torre da Gazeta)                                  |        | São Paulo               | São Paulo           | 109 m    | 1983      | Aço                          | [ 29 ]      |
| 34  | Torre da Oi                                                            |        | Toledo                  | Paraná              | 109 m    | 1991      | Concreto                     | [ 30 ]      |
| 35  | Ponte Newton Navarro                                                   |        | Natal                   | Rio Grande do Norte | 103,45 m | 2007      | Concreto e aço               | [ 31 ]      |
| 36  | Torre Piemonte (Torre Alta Vila)                                       |        | Nova Lima               | Minas Gerais        | 101 m    | 2005      | Concreto                     | [ 32 ]      |
| 37  | Mastro especial da Praça dos Três Poderes                              |        | Brasília                | Distrito Federal    | 100 m    | 1972      | Aço                          | [ 33 ]      |
| 38  | Torre da TV Cabo Branco                                                |        | João Pessoa             | Paraíba             | 100 m    | 1997      | Concreto                     | [ 34 ]      |
| 39  | Torre TVE                                                              |        | Cuiabá                  | Mato Grosso         | 100 m    | 2002      | Aço                          | [ 35 ]      |
| 40  | Torre Nossa Senhora da Glória                                          |        | Francisco Beltrão       | Paraná              | 100 m    | 2009      | Concreto                     | [ 36 ]      |